# Azafata (criada)
Antiguamente, se conocía como azafata a una especie de camarista o criada particular de la reina, cuyo destino, en la escala de la etiqueta palaciega, se reducía a servirle los vestidos y alhajas que había de ponerse y a recogerlos cuando se desnudaba. 
Como esta operación la hacían con un azafate (bandeja baja de mimbre u otro material), de ahí tomaron su nombre. En tiempos de reinas que no se ponían dos veces un mismo vestido, el destino de azafata era bastante lucrativo. 